# 3,3'-Diindolylméthane
Pour les articles homonymes, voir DIM.
Le 3,3′-diindolylméthane ou DIM est une molécule issue de la digestion de l'indole-3-carbinol, trouvé dans les légumes crucifères comme le brocoli, le chou de Bruxelles ou le chou. Elle a montré une action anticancérigène en empêchant la formation des vaisseaux sanguins qui irriguent les tumeurs, ainsi que leur prolifération. En 2013, son action de protection contre la radioactivité a aussi été mis en évidence,. Elle présente aussi une activité contre la plaque dentaire et la formation de caries.